# Hříchovice
Hříchovice jsou malá vesnice, část obce Zahořany v okrese Domažlice v Plzeňském kraji. Nachází se asi čtyři kilometry severovýchodně od Zahořan. Je zde evidováno 35 adres. V roce 2011 zde trvale žilo 59 obyvatel.
Hříchovice jsou také název katastrálního území o rozloze 3,04 km².

## Historie
První písemná zmínka o vesnici pochází z roku 1379.

## Obyvatelstvo
| Rok            | 1869 | 1880 | 1890 | 1900 | 1910 | 1921 | 1930 | 1950 | 1961 | 1970 | 1980 | 1991 | 2001 | 2011 | 2021 |
| -------------- | ---- | ---- | ---- | ---- | ---- | ---- | ---- | ---- | ---- | ---- | ---- | ---- | ---- | ---- | ---- |
| Počet obyvatel | 258  | 243  | 226  | 263  | 265  | 241  | 212  | 152  | 145  | 115  | 83   | 84   | 61   | 59   | 76   |
| Počet domů     | 45   | 48   | 48   | 48   | 47   | 45   | 46   | 46   | 38   | 33   | 27   | 33   | 35   | 32   | 36   |

## Obecní správa
Při sčítání lidu v letech 1850–1984 Hříchovice byly samostatnou obcí v okrese Domažlice. Od 1. ledna 1985 jsou částí obce Zahořany v okrese Domažlice.

## Galerie

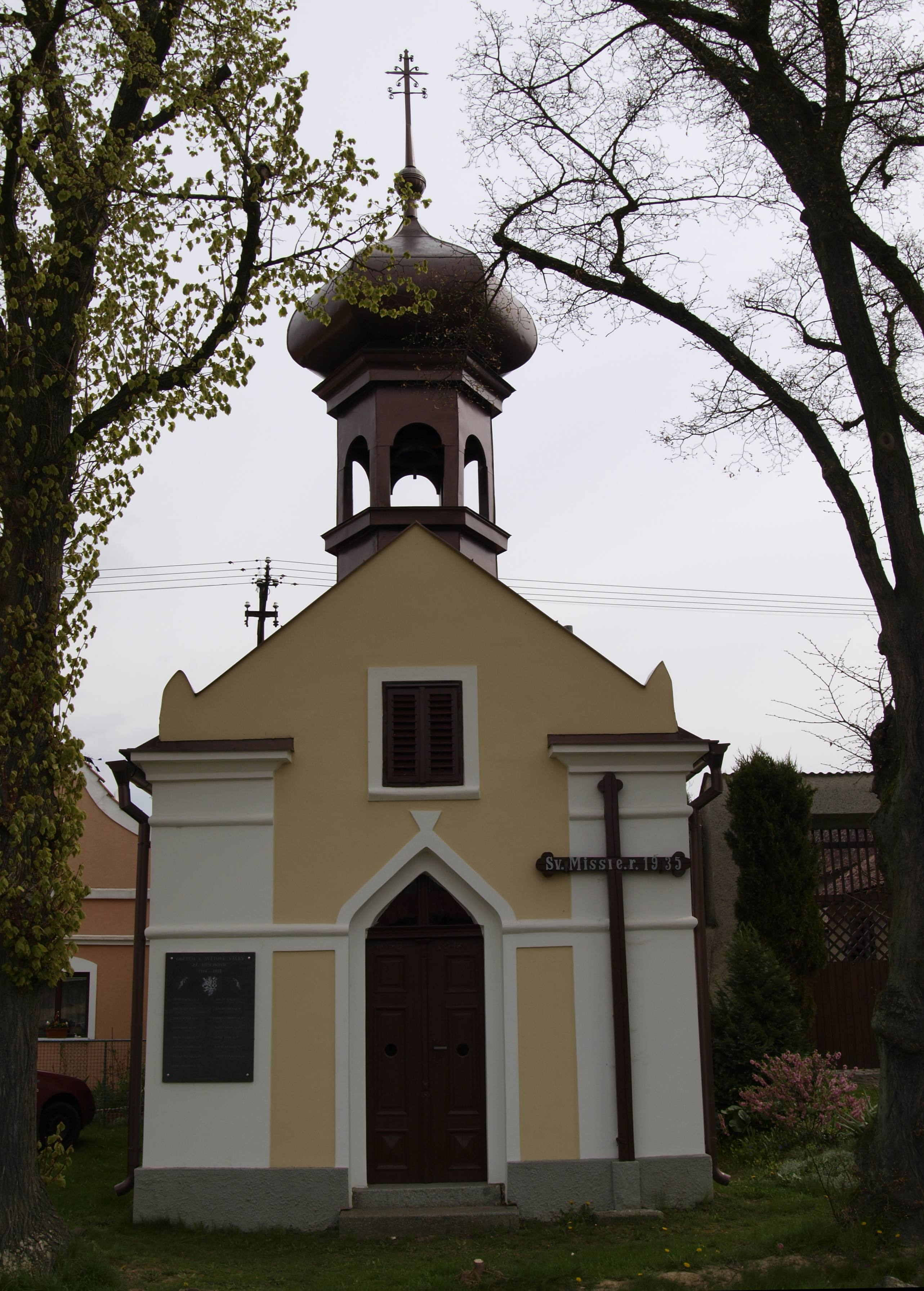
Kaple Panny Marie, pomocnice křesťanů, z roku 1906
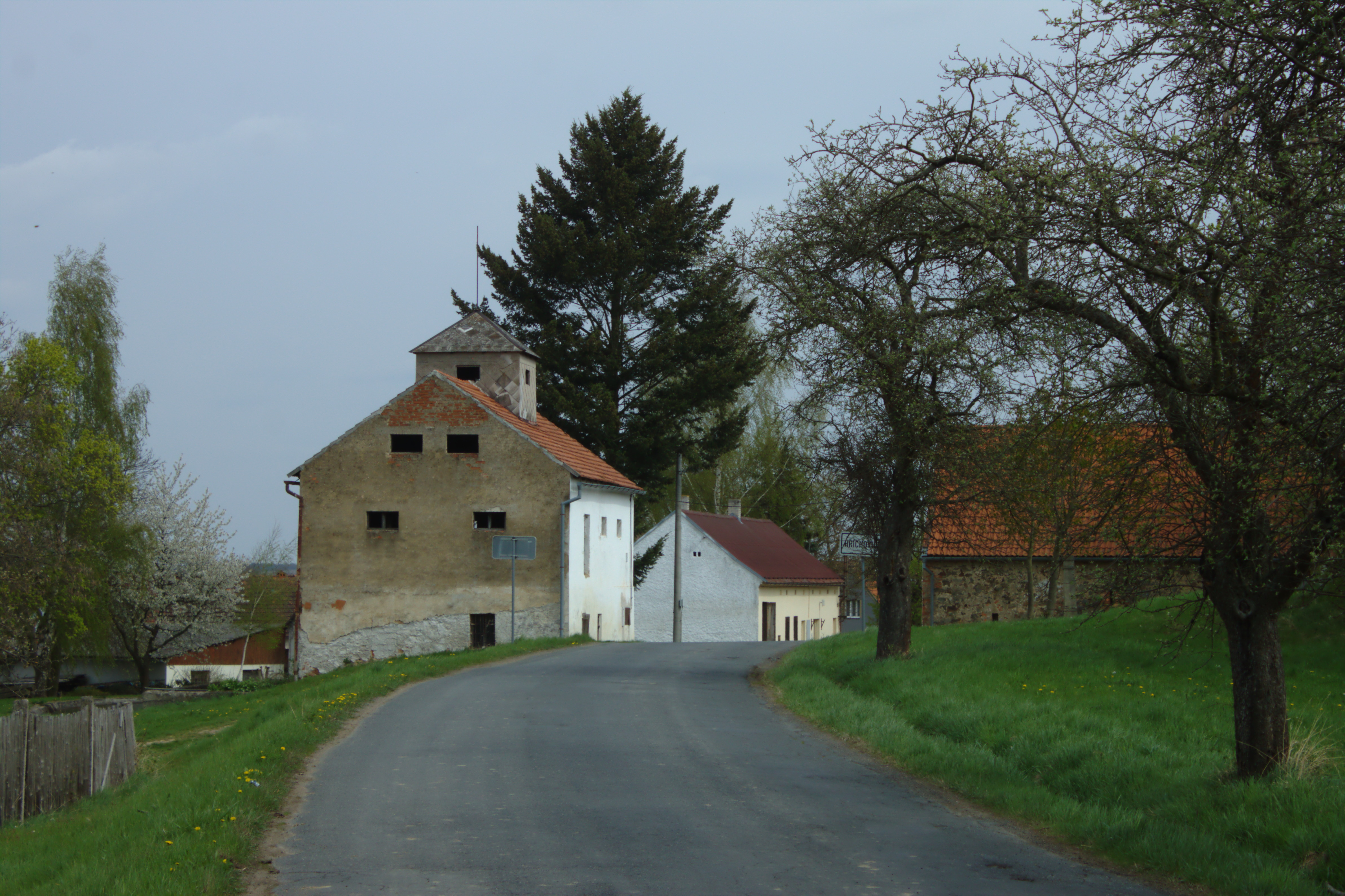
Jižní část obce, silnice od Stanětic
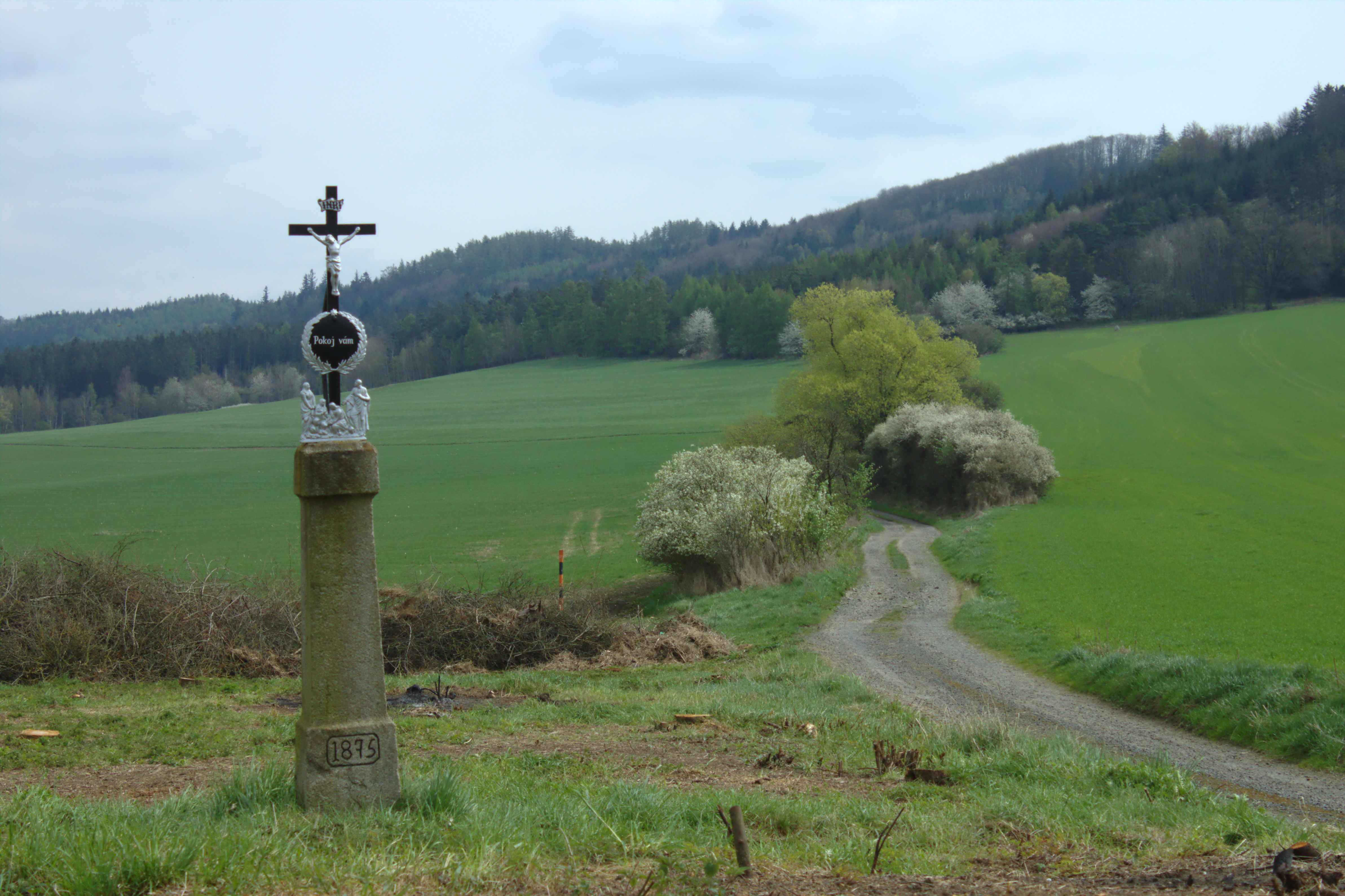
Kříž u cesty